# Pfarrgaßschulhaus

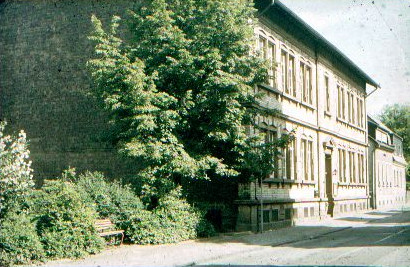
Das Pfarrgaßschulhaus

Das Pfarrgaßschulhaus im saarländischen St. Ingbert in der Pfarrgasse 49 beherbergte einst eine Knabenschule. Das Haus ist heute der Standort des Jugendzentrums ("JUZ") und der Kinowerkstatt. In der Denkmalliste des Saarlandes ist das Gebäude von 1900 als Einzeldenkmal aufgeführt.

## Geschichte
Die Pfarrgaßschule war einst eine Volksschule, unterteilt in ein Gebäude für die Mädchen und ein baugleiches für die Knaben. 1887 war die Mädchenschule fertiggestellt und 1900 die Knabenschule. Zwischen beiden Gebäuden stand der 1-Stockwerk hohe Toilettentrakt. Hinter den Gebäuden war ein gemeinsamer ummauerter Schulhof. Mit der Schulreform 1968 wurde die Volksschule aufgelöst und nur noch die Grundschule dort weitergeführt. Im Dezember 1973 wurde das Gebäude der Mädchenschule aus Kostengründen abgerissen, wie auch viele weitere Gebäude der Mittelstadt. 1976 wurde die Grundschule in dem noch erhaltenen Schulgebäude II geschlossen. Nach vier Jahren Leerstand zog das Jugendzentrum in das Pfarrgaßschulhaus. Später wurde aus dem "Konzertsaal" im zweiten Stock die "Kinowerkstatt". Der ehemalige Schulhof dient heute als öffentlicher Parkplatz.

## Jugendzentrum St. Ingbert
Das erste St. Ingberter JUZ war in der später abgerissenen Paul-Dohrmann-Schule (Ecke St. Barbara-/Kohlenstraße) von 1976–78, die nächsten zwei Jahre war man in der ehemaligen Synagoge als Zwischenlösung. Seit 1980 befindet sich das JUZ in der Pfarrgasse. Seit Beginn konnten zahlreiche Konzerte, Film- und Kochabende organisiert werden. Unter anderem spielten Die Goldenen Zitronen, Blackmail, Reaktor oder auch Gerd Dudenhöffer im Juz. Das heute Internationale Jazzfestival St. Ingbert hat im JUZ seinen Anfang genommen. Im Haus gibt es ein Café, einen Internetraum, eine Skateboardrampe sowie Bandproberäume im Keller.

## Kinowerkstatt

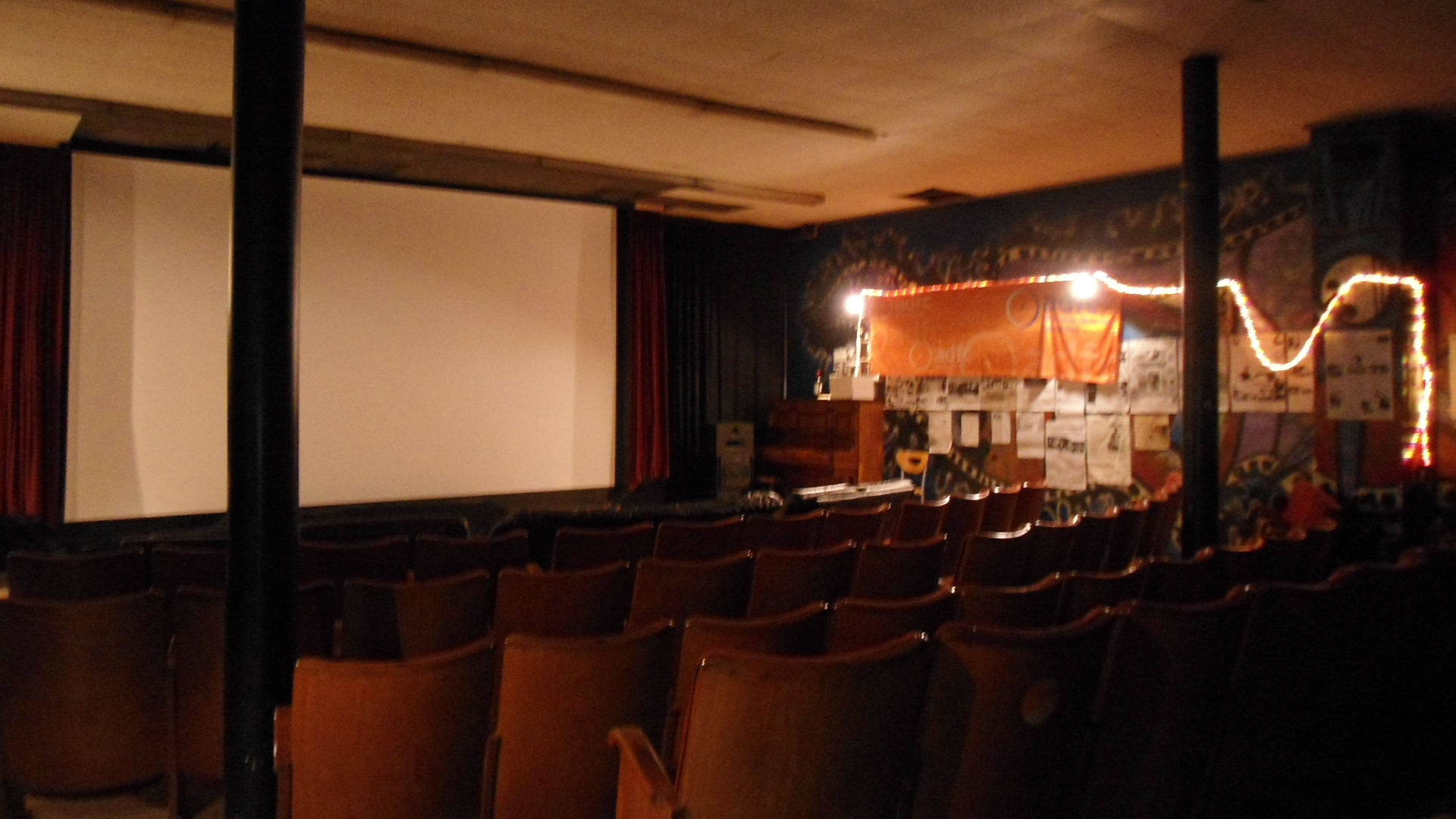
Die Kinowerkstatt

Das kommunale Kino Kinowerkstatt setzt sich als Verein für den Erhalt der Filmkunst und das nichtkommerzielle Kino ein und zeigt pro Woche etwa sieben Filme. Die altertümlichen Sitze entstammen dem Saarbrücker Staatstheater, welche 1985 bei einer Renovierung kostenlos entnommen werden konnten. Zum Programm der Kinowerkstatt gehören auch Schulvorführungen, Begleitprogramme oder Themenreihen rund um den anspruchsvollen Film.